# 続・ある愛の詩
続・ある愛の詩（ぞく・あるあいのうた、en:Oliver's Story）は、1978年に公開されたアメリカ合衆国のロマンティック・ドラマ映画。
1970年の映画『ある愛の詩』の続編である。1969年のエリック・シーガルの小説を原作としている。
監督ジョン・コーティ。出演ライアン・オニール、キャンディス・バーゲン。作曲リー・ホールドリッジ、フランシス・レイ。1978年12月15日にパラマウント・ピクチャーズによって公開された。

## キャスト
| 役名                   | 俳優                   | 日本語吹替                                |
| 役名                   | 俳優                   | テレビ朝日版                              |
| ---------------------- | ---------------------- | ----------------------------------------- |
| オリバー・バレット     | ライアン・オニール     | 津嘉山正種                                |
| マーシー・ボンウィット | キャンディス・バーゲン | 弥永和子                                  |
| ジョアンナ             | ニコラ・パジェット     | 榊原良子                                  |
| オリバーの父           | レイ・ミランド         | 北原義郎                                  |
| オリバーの母           | メグ・マンディ         | 翠準子                                    |
| スティーブ・シンプソン | チャールズ・ハイド     | 玄田哲章                                  |
| ディーン・ハート医師   | ジョセフ・ソマー       | 嶋俊介                                    |
| 不明 その他            |                        | 塚田正昭 横尾まり 沼波輝枝                |
|                        |                        |                                           |
| 演出                   | 演出                   | 佐藤敏夫                                  |
| 翻訳                   | 翻訳                   | 木原たけし                                |
| 効果                   |                        |                                           |
| 調整                   |                        |                                           |
| 制作                   | 制作                   | 東北新社                                  |
| 解説                   | 解説                   | アンリ菅野                                |
| 初回放送               | 初回放送               | 1983年12月24日 『ウィークエンドシアター』 |